# BBC Monthey
Der BBC (Basketball Club) Monthey-Chablais ist ein Schweizer Basketballverein aus Monthey.

## Geschichte
1966 wurde der Verein unter dem Namen BBC Monthey gegründet. 1996, 2005 und 2007 gewann die Herrenmannschaft die Schweizer Meisterschaft.
Nach Ausschreitungen im Pokalendspiel 2017, die Spiel- und Geldbussen für mehrere Spieler, Trainer und Funktionäre Montheys nach sich zogen wurde im April 2017 vom Schweizer Basketballverband ein administratives und disziplinarisches Verfahren eingeleitet. Im Juli 2017 wurde Präsident Christophe Grau aufgrund der Vorkommnisse für 120 Tage die Ausübung seiner Tätigkeit untersagt und mit einer Strafe in Höhe von 2000 Franken belegt. Der Verein litt unter starken finanziellen Problemen, im März 2018 gab Präsident Grau die Rettung bekannt.
Im Mai 2018 übernahm der ehemalige Nationalrat Yannick Buttet das Amt des Vereinspräsidenten von Grau, der zehn Jahre an der Spitze des BBC stand. Im Juni 2018 wurde der Vereinsname in BBC Monthey-Chablais geändert. Seit 2020 ist Laurent Duchoud Präsident.

### Wichtige ehemalige Spieler
- Scott MacCollum
- Theren Bullock
- Curtis Berry
- Jonathan Dubas
- Yuanta Holland
- Deon George
- Valentin Wegmann